# エスティファーム
有限会社エスティファームは、北海道勇払郡厚真町字浜厚真439-2に本場を構える競走馬（サラブレッド）の生産、育成を行う牧場である。

## 概要
セレクトセールで高額馬を多数落札してきた馬主の島川隆哉が自家生産の強化を目指して2006年4月に設立。
競走馬の生産から育成までを一手に担う総合牧場である。生産の拠点となる日高町の分場には2019年時点で繁殖牝馬が約100頭繋養されている。育成は厚真町の本場で行われ、千葉県には外厩を設けている。

## 所在地
- 本場（育成部門）[4]
  - 北海道勇払郡厚真町字浜厚真439-2
- 分場（生産部門）[4]
  - 北海道沙流郡日高町字旭町30-1
- 分場（調教部門）[4]
  - 千葉県香取市小見川4816

## 代表者
- 代表：島川隆哉[5]
- 場長：田邊誠一[3]

## 繋養種牡馬
- ヴァンキッシュラン[6]
- ハイランドリール（2023年から）[7]
- マクマホン[6]
- ミラアイトーン（2022年から）
- トーセンジョーダン[8]
- トーセンホマレボシ[6]
- トーセンラー（2024年から）[9]
- トーセンレーヴ[6]

### 過去の繋養種牡馬
- トーセンファントム（2020年まで）[10]
- トーセンブライト（2020年まで）[10]
- トーセンモナーク（2020年まで）[10]
- トーセンカンビーナ（2024年）

## 主な生産馬
括弧内は当該馬の優勝重賞競走、太字はGI級競走。
- ブレイブスマッシュ（2015年サウジアラビアロイヤルカップ、2018年フューチュリティステークス、マニカトステークス）[11][12]
- トーセンベニザクラ（2012年フェアリーステークス）[13]
- ハイランドピーク（2018年エルムステークス）[14]
- トーセンガーネット（2019年ニューイヤーカップ、桜花賞、東京プリンセス賞）[15]
- トーセンスーリヤ（2020年新潟大賞典、2021年函館記念）
- カイル（2022年東京ダービー、2023年金盃）

## 外厩認定厩舎
小見川分場（名義は(有)エスティファーム小見川）で以下の厩舎が外厩として認定されている。
- 小久保智 - 浦和競馬所属・6馬房、2013年7月24日認定[16]